# Гіпарх (офіцер кавалерії)
Гіпа́рх (дав.-грец. ἵππαρχος) — офіцер кінноти у стародавніх греків. У спартанців він називався гіппармост.

## Опис
У Афінах гіпарх обирався щорічно шляхом голосування. У військовому відношенні кавалерія мала другорядне значення серед греків. Однак у суспільстві служба в кавалерії користувалася великою повагою, оскільки вважалася ознакою процвітання та військового благородства ("лицарства"). Особливо це стосувалося гіпарху. Термін повноважень давав гіпарху можливість публічно продемонструвати свою геніальність і проявити себе як військовий керівничий. Ксенофонт присвятив окремий трактат з такою самою назвою (Hipparchicus) посади гіпарха, який, можливо, був написаний у 360-х роках до н. У трактаті даються інструкції щодо організації матеріально-технічного забезпечення, військової тактики та правильного проведення кінної битви. Таким чином, твір є не просто технічним керівництвом, а самостилізацією автора, який зараховував себе і своїх синів до стану гіпопеїв ("лицарів", аттичний стан).